# Wikariat Batalha
Wikariat Batalha − jeden z 9 wikariatów diecezji Leiria-Fátima, składający się z 7 parafii:
- Parafia Matki Bożej Radości w Aljubarrota
- Parafia św. Wincentego w Aljubarrota
- Parafia Matki Bożej Nadziei w Alpedriz
- Parafia Świętego Krzyża w Batalha
- Parafia św. Marty w Calvaria de Cima
- Parafia św. Michała Archanioła w Juncal
- Parafia Matki Bożej Dobrej Rady w Reguengo do Fetal